# Де Рэвин, Эмили
Э́мили де Рэ́вин (англ. Emilie de Ravin, произносится /ˈɛməli də ˈrævɪn/; род. 27 декабря 1981, Маунт-Элиза, Виктория, Австралия) — австралийская актриса, наиболее известная по роли Клэр Литтлтон в культовом телесериале «Остаться в живых», а также по роли Белль, в телесериале «Однажды в сказке».

## Ранние годы
Эмили де Рэвин родилась в южном пригороде австралийского Мельбурна — городе Маунт-Элиза. Есть две старшие сестры. Имеет австралийские и французско-британские корни. Изучая балет с девяти лет в Christa Cameron School of Ballet в Мельбурне и занимаясь образованием дома с матерью, она поступила в пятнадцать лет в Австралийскую балетную школу, которую бросила через год. Училась актёрскому мастерству в Национальном институте драматического искусства в пригороде Сиднея Кенсингтоне и в Prime Time Actors Studio в Лос-Анджелесе.

## Карьера
Первой крупной ролью Эмили была периодическая роль демона Карапиры в австралийском сериале «Повелитель зверей». После этого она появилась в роли инопланетянки-человека Тэсс Хардинг в молодёжном сериале «Город пришельцев». Она получила эту роль через месяц после приезда в Лос-Анджелес в восемнадцатилетнем возрасте.
В 2004 году прошла кастинг на роль Клэр Литтлтон в хите телеканала ABC «Остаться в живых». В этом сериале она регулярно снималась на протяжении первых четырёх сезонов и вернулась обратно в последнем шестом сезоне.

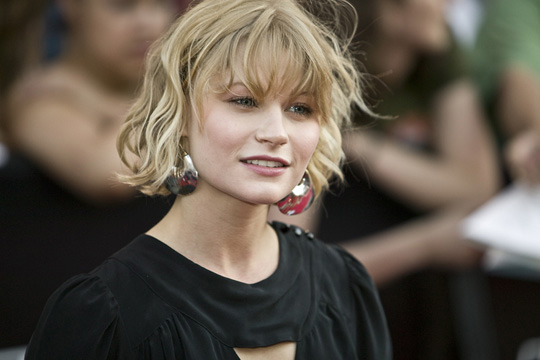
Де Рэвин в 2007 году

В 2005 году снялась в роли Эмили Костич, героино-зависимой бывшей девушки Брендана Фрая (Джозеф Гордон-Левитт) в фильме «Кирпич». Год спустя появилась в роли Бренды Картер в ремейке «У холмов есть глаза». Появилась в фильме «Идеальная игра», а в 2009 году в фильме «Джонни Д.» в роли банковского кассира по имени Барбара Пацке. Де Рэвин должна была сниматься в фильме-адаптации игры «Onimusha», но продюсер Сэмюэль Хадида из-за смерти Хита Леджера, снимающегося в другом его проекте «Воображариум доктора Парнаса», вынужден был отложить дату выпуска фильма. «Onimusha» отложен на неопределённое время и нет никакого подтверждения, что де Рэвин будет продолжать принимать участие в этом проекте.
Летом 2009 года Эмили снялась в фильме «Помни меня» с Робертом Паттинсоном.
С 2012 года снималась в фантастическом телесериале «Однажды в сказке» в роли Белль, главной героини сказки «Красавица и чудовище». В мае 2017 года стало известно, что Эмили покидает телесериал совместно со своими коллегами Джиннифер Гудвин, Джошуа Далласом, Джаредом Гилмором и Ребеккой Мэйдер. Два месяца спустя было объявлено, что де Рэвин появится в гостевой роли седьмого сезона. В том же году она должна была сыграть дочь персонажа Энтони Лапальи в телесериале «Американские реалии», но канал ABC закрыл его после пилотного эпизода.
Три раза попадала в рейтинг журнала Maxim «Hot 100»: #47 в 2005 году, #65 в 2006 и #68 в 2008.

## Личная жизнь
С 2003 по 2013 год Де Рэвин была замужем за актёром Джошем Яновичем.
С 2014 года Де Рэвин встречается со сценаристом и режиссёром Эриком Биличем. 6 июля 2016 года они объявили о помолвке. У пары трое детей: дочь Вера Одри де Рэвин-Билич (род. 12 марта 2016), сын Теодор Кубрик де Рэвин-Билич (род. 9 декабря 2018) и дочь Элис Энид де Рэвин-Билич (род. 25 августа 2023).

## Фильмография
| Год       |    | Русское название                  | Оригинальное название                      | Роль                     |
| --------- | -- | --------------------------------- | ------------------------------------------ | ------------------------ |
| 1999—2000 | с  | Повелитель зверей                 | BeastMaster                                | демон Курапира           |
| 2000—2002 | с  | Город пришельцев                  | Roswell                                    | Тэсс Хардинг             |
| 2002      | тф | Кэрри                             | Carrie                                     | Крис Хэрдженсен          |
| 2003      | с  | Морская полиция: Спецотдел        | NCIS: Naval Criminal Investigative Service | Нэнси                    |
| 2003—2004 | с  | Оперативник                       | The Handler                                | Джина                    |
| 2004      | с  | C.S.I.: Место преступления Майами | CSI: Miami                                 | Венера Робинсон          |
| 2004—2010 | с  | Остаться в живых                  | Lost                                       | Клэр Литтлтон            |
| 2005      | ф  | Кирпич                            | Brick                                      | Эмили Костич             |
| 2005      | ф  | Санта-киллер                      | Santa’s Slay                               | Мэри «Мак» Маккензи      |
| 2006      | ф  | У холмов есть глаза               | The Hills Have Eyes                        | Бренда Картер            |
| 2008      | ки | Lost: Via Domus                   | Lost: Via Domus                            | Клэр Литтлтон            |
| 2008      | ф  | Играть по-честному                | Ball Don’t Lie                             | Бэби                     |
| 2009      | ф  | Идеальная игра                    | The Perfect Game                           | Фрэнки                   |
| 2009      | тф | Жаркий полдень                    | High Noon                                  | лейтенант Фиби Макнамара |
| 2009      | ф  | Джонни Д.                         | Public Enemies                             | Барбара Пацке            |
| 2010      | ф  | Фотографии преступников           | Rogues Gallery                             | Иерофант                 |
| 2010      | ф  | Помни меня                        | Remember Me                                | Элли Крэйг               |
| 2010      | ф  | Хамелеон                          | The Chameleon                              | Кэти Дженсен             |
| 2012      | ф  | Любовь и другие проблемы          | Love and Other Troubles                    | Сара                     |
| 2012—2018 | с  | Однажды в сказке                  | Once Upon A Time                           | Белль / Лэйси Френч      |
| 2012      | с  | Американские реалии               | Americana                                  | Франческа Соултер        |
| 2013      | с  | Падение борта номер один          | Air Force One is Down                      | Ромеро                   |